# 本布图镇
本布图镇，是中华人民共和国新疆维吾尔自治区巴音郭楞蒙古自治州博湖县下辖的一个乡镇级行政单位。

## 行政区划
本布图镇下辖以下地区：
新城社区、落霞湾社区、本布图社区、吉布勒代社区、本布图村、新布呼村、芒南查干村、再格森诺尔村、劳希浩诺尔村、乔鲁图村和那音托勒盖村。